# The Barry Sisters
The Barry Sisters (původně The Bagelman Sisters), tedy Sestry Barryovy, resp. Bagelmanovy, neboli Merna (Minnie) Bagelmanová (6. dubna 1923 – 31. října 1976) a Clara Bagelmanová (17. října 1920 – 22. listopadu 2014), byl umělecký název populární sesterské dvojice klezmer a swing-jazzových kabaretních zpěvaček v USA ve 40.-70. letech 20. století.

## Historie
Obě sestry Minnie a Clara se narodily v newyorském Bronxu do aškenázské židovské rodiny. Jejich rodiče pocházeli z Evropy, otec Herman z Ruska a matka Ester z Rakouska-Uherska. Minnie a Clara měly ještě dvě mladší sestry, Celii a Julii. Poté, co se Minnie a Clara rozhodly pro uměleckou dráhu zpěvu jidiš písní jako The Bagelman Sisters, otec jim poradil, aby se stylizovaly do starosvětské a nikoli americké angličtiny.